# Dułowo (gmina)
Dułowo (bułg. Община Дулово)  − gmina w północno-wschodniej Bułgarii, w obwodzie Silistra. W 2010 roku zamieszkiwały ją 28634 osoby.
Miejscowości wchodzące w skład gminy Dułowo:
- Boił (bułg.: Боил),
- Czerkowna (bułg.: Черковна),
- Czernik (bułg.: Черник),
- Czernolik (bułg.: Чернолик),
- Dolec (bułg.: Долец),
- Dułowo (bułg.: Дулово) – siedziba gminy,
- Grynczarowo (bułg.: Грънчарово),
- Jarebica (bułg.: Яребица),
- Kołobyr (bułg.: Колобър),
- Kozjak (bułg.: Козяк),
- Meżden (bułg.: Межден),
- Okorsz (bułg.: Окорш),
- Oreszene (bułg.: Орешене),
- Owen (bułg.: Овен),
- Paisiewo (bułg.: Паисиево),
- Połkownik Tasłakowo (bułg.: Полковник Таслаково),
- Porojno (bułg.: Поройно),
- Prawda (bułg.: Правда),
- Prochłada (bułg.: Прохлада),
- Razdeł (bułg.: Раздел),
- Rujno (bułg.: Руйно),
- Sekułowo (bułg.: Секулово),
- Skała (bułg.: Скала),
- Wodno (bułg.: Водно),
- Wokił (bułg.: Вокил),
- Wyrbino (bułg.: Върбино),
- Złatokłas (bułg.: Златоклас).